# 凯鲁
凯鲁是巴西巴伊亚州的一个市镇。总面积451.194平方公里，总人口13659人，人口密度30.3人/平方公里。